# Kožuar
Kožuar (izvirno srbsko Кожуар) je naselje v Srbiji, ki upravno spada pod Občino Ub; slednja pa je del Kolubarskega upravnega okraja.

## Demografija
V naselju živi 560 polnoletnih prebivalcev, pri čemer je njihova povprečna starost 43,1 let (41,4 pri moških in 44,8 pri ženskah). Naselje ima 227 gospodinjstev, pri čemer je povprečno število članov na gospodinjstvo 3,12.
To naselje je, glede na rezultate popisa iz leta 2002, večinoma srbsko.
|  |

| Demografija | Demografija     | Demografija     |
| Leto        | Št. prebivalcev | Št. prebivalcev |
| ----------- | --------------- | --------------- |
|             |                 |                 |
|             |                 |                 |
|             |                 |                 |
|             |                 |                 |
| 1948        | 1305            |                 |
| 1953        | 1398            |                 |
| 1961        | 1342            |                 |
| 1971        | 1269            |                 |
| 1981        | 1107            |                 |
| 1991        | 950             | 865             |
| 2002        | 808             | 708             |
|             |                 |                 |

| Etnična sestava po popisu iz leta 2002 | Etnična sestava po popisu iz leta 2002 | Etnična sestava po popisu iz leta 2002 | Etnična sestava po popisu iz leta 2002 | Etnična sestava po popisu iz leta 2002 |
| -------------------------------------- | -------------------------------------- | -------------------------------------- | -------------------------------------- | -------------------------------------- |
| Srbi                                   | Srbi                                   |                                        | 698                                    | 98,58%                                 |
| Romi                                   | Romi                                   |                                        | 4                                      | 0,56%                                  |
| Jugoslovani                            | Jugoslovani                            |                                        | 1                                      | 0,14%                                  |
| Neznano                                | Neznano                                |                                        | 5                                      | 0,70%                                  |